# Våldtäkt i Egypten
Våldtäkt är ett av de vanligaste brotten i Egypten. Våldtäkt inom äktenskap är inte olagligt i Egypten. År 2008 presenterade FN Egyptens inrikesministeriets siffror om att 20 000 våldtäkter äger rum varje år, men enligt aktivisten Engy Ghozlan från ECWR är våldtäkt tio gånger högre än statistiken från inrikesministeriet, vilket gör det till 200 000 per år. Mona Eltahawy har också noterat samma siffra (200 000) och lagt till att detta var före revolutionen, och att antalet i dag faktiskt är högre. 